# Fulco II van Anjou
Fulco II van Anjou, bijg. de Goede, (ca. 909 - 11 november 958) was graaf van Anjou van 942 tot 958.
Fulco voerde veel oorlog met Bretagne en Normandië. Hij was een bondgenoot van Hugo de Grote en een tegenstander van de graven van Blois. Fulco verloor Saumur aan Theobald de Bedrieger van Blois maar won Méron van Willem III van Aquitanië. Uiteindelijk sloot hij vrede met Normandië en trouwde in 954 met Richildis van Blois, de weduwe van Alain II, de hertog van Bretagne. Zij was de zuster van Theobald van Blois en dit beëindigde hun vijandschap. Fulco bestuurde Nantes als graaf voor zijn stiefzoon Drogon. Hij zou een ontwikkeld man zijn geweest met een voorliefde voor poëzie.
Hij was een zoon van graaf Fulco I van Anjou en Roscilla van Loches. Hij huwde in zijn eerste huwelijk met Gerberga van Orléans (ca. 920 - voor 952), mogelijk dochter van vice-graaf Godfried van Orléans. Zij kregen de volgende kinderen:
- Godfried (-987), graaf van Anjou
- Guy van Anjou (ovl. voor 995), vanaf 975 bisschop van Puy.
- Adelheid van Anjou, ook Blanche genoemd, (-1026), huwde met:
  - Steven van Brioude, graaf van Gévaudan
  - Raymond (V) van Toulouse
  - 982 Lodewijk V van Frankrijk, gekroond tot koningin van Aquitanië, gescheiden 984 wegens leeftijdverschil en vestigde zich in Arles
  - Willem I van Provence, tegen het advies van de paus, 993 regentes voor haar zoon, bestrijdt opstandelingen, 1018 regentes voor haar kleinzoon. Ze deed meerdere schenkingen aan de abdij Saint-Victor
  - huwelijk met Otto Willem van Bourgondië is speculatief
- Drogo (ovl. 998), opvolger van Guy als bisschop van Puy.

## Voorouders
| Voorouders van Fulco II van Anjou (909-958) | Voorouders van Fulco II van Anjou (909-958)           | Voorouders van Fulco II van Anjou (909-958)           | Voorouders van Fulco II van Anjou (909-958)           | Voorouders van Fulco II van Anjou (909-958)           | Voorouders van Fulco II van Anjou (909-958)           | Voorouders van Fulco II van Anjou (909-958)           | Voorouders van Fulco II van Anjou (909-958)           | Voorouders van Fulco II van Anjou (909-958)           |
| ------------------------------------------- | ----------------------------------------------------- | ----------------------------------------------------- | ----------------------------------------------------- | ----------------------------------------------------- | ----------------------------------------------------- | ----------------------------------------------------- | ----------------------------------------------------- | ----------------------------------------------------- |
| Overgrootouders                             | Tertullus (-) ∞ Petronella (-)                        | Tertullus (-) ∞ Petronella (-)                        | ? (-) ∞ ? (-)                                         | ? (-) ∞ ? (-)                                         | ? (-) ∞ ? (-)                                         | ? (-) ∞ ? (-)                                         | ? (-) ∞ ? (-)                                         | ? (-) ∞ ? (-)                                         |
| Grootouders                                 | Ingelgerius (845-888) ∞ Adelheid van Gâtinais (-)     | Ingelgerius (845-888) ∞ Adelheid van Gâtinais (-)     | Ingelgerius (845-888) ∞ Adelheid van Gâtinais (-)     | Ingelgerius (845-888) ∞ Adelheid van Gâtinais (-)     | Warnerius, heer van Loches (-) ∞ Tecandra (-)         | Warnerius, heer van Loches (-) ∞ Tecandra (-)         | Warnerius, heer van Loches (-) ∞ Tecandra (-)         | Warnerius, heer van Loches (-) ∞ Tecandra (-)         |
| Ouders                                      | Fulco I van Anjou (888-942) ∞ Roscilla van Loches (-) | Fulco I van Anjou (888-942) ∞ Roscilla van Loches (-) | Fulco I van Anjou (888-942) ∞ Roscilla van Loches (-) | Fulco I van Anjou (888-942) ∞ Roscilla van Loches (-) | Fulco I van Anjou (888-942) ∞ Roscilla van Loches (-) | Fulco I van Anjou (888-942) ∞ Roscilla van Loches (-) | Fulco I van Anjou (888-942) ∞ Roscilla van Loches (-) | Fulco I van Anjou (888-942) ∞ Roscilla van Loches (-) |